# Karimganj (huyện)
Huyện Karimganj là một huyện thuộc bang Assam, Ấn Độ. Thủ phủ huyện Karimganj đóng ở Karimganj. Huyện Karimganj có diện tích 1809 ki lô mét vuông. Đến thời điểm năm 2001, huyện Karimganj có dân số 1003678 người.